# Савченко Юрій Васильович
Юрій Васильович Савченко (2 травня 1954, Потіївка) — український державний і політичний діяч, дипломат. Надзвичайний і Повноважний Посол України.

## Життєпис
Народився 2 травня 1954 році в селі Потіївка Радомишльський район на Житомирщині. У 1976 році закінчив Київський державний університет ім. Т.Шевченка, отримав кваліфікацію спеціаліста з міжнародних відносин, перекладача-референта з французької мови. У 2004 році стажувався в Національній школі державного управління Франції ENA (Париж). Має третій ранг державного службовця.
У 1976—1978 рр. — Служба в Радянській Армії, перекладач групи військових радників в Народній Республіці Конго
У 1978—1982 рр. — Викладач «Основ економіки та права» Київського технічного училища ім. Лілії Карастоянової
У 1982—1986 рр. — Молодший науковий співробітник лабораторії соціологічних досліджень, аспірант Київського політехнічного інституту
У 1986—1990 рр. — Референт, керівник групи з пропаганди зовнішньої політики СРСР Республіканського Правління товариства «Знання» Української РСР
У 1990—1996 рр. — Президент Української інформаційно-просвітницької консультативної фірми «Укрінпроко»
У 1996—1999 рр. — Завідувач Відділу країн Африки та Відділу країн Центральної та Південної Азії Міністерства Закордонних Справ України
У 1999—2002 рр. — Радник Посольства України у Швейцарській Конфедерації, у місті Берн, деякий час був тимчасовим повіреним у справах України у Швейцарській Конфедерації.
У 2002—2003 рр. — заступник начальника, в.о. начальника Другого територіального (західноєвропейського) управління Міністерства Закордонних Справ України
У 2003—2008 рр. — заступник начальника Управління міжнародного співробітництва, міждержавних відносин та зовнішньоекономічної політики Департаменту економічної політики Секретаріату Кабінету Міністрів України, завідувач сектором міждержавних відносин.
У 2008—2009 рр. — Перший заступник начальника Управління зовнішньоекономічної політики та міжнародного співробітництва Секретаріату Кабінету Міністрів України
У 2009—2010 рр. — Начальник Управління зовнішньоекономічної політики та міжнародного співробітництва Секретаріату Кабінету Міністрів України.
З 8 червня 2010 по січень 2011 р. — Директор Бюро зовнішньоекономічної політики Секретаріату Кабінету Міністрів України.
З 22 грудня 2010 по 12 березня 2019 — Надзвичайний і Повноважний Посол України в Узбекистані.

## Нагороди та відзнаки
- Почесна грамота Кабінету Міністрів України.